# أوسكار أغيليرا
أوسكار أغيليرا (بالإسبانية: Óscar Aguilera)‏ (11 مارس 1935 في باراغواي - ) هو لاعب كرة قدم باراغواياني في مركز الهجوم، شارك في كأس العالم 1958. وشارك مع منتخب باراغواي لكرة القدم. أما مع النوادي، فقد لعب مع أوليمبيا أسونسيون ونادي إشبيلية ونادي غرناطة.

## وصلات خارجية
- أوسكار أغيليرا على موقع الاتحاد الدولي (مؤرشف)  (الإنجليزية)
- أوسكار أغيليرا على موقع قاعدة بيانات كرة القدم.إي يو (الإنجليزية)
- أوسكار أغيليرا على موقع ناشيونال فوتبول تيمز (الإنجليزية)
- أوسكار أغيليرا على موقع عالم كرة القدم.نت (الإنجليزية)